# Jennifer S. Korn
Pour les articles homonymes, voir Korn (homonymie).
 (mars 2025).
La mise en forme du texte ne suit pas les recommandations de Wikipédia : il faut le « wikifier ».
Les points d'amélioration suivants sont les cas les plus fréquents :
- Les titres sont pré-formatés par le logiciel. Ils ne sont ni en capitales, ni en gras.
- Le texte ne doit pas être écrit en capitales (les noms de famille non plus), ni en gras, ni en italique, ni en « petit »…
- Le gras n'est utilisé que pour surligner le titre de l'article dans l'introduction, une seule fois.
- L'italique est rarement utilisé : mots en langue étrangère, titres d'œuvres, noms de bateaux, etc.
- Les citations ne sont pas en italique mais en corps de texte normal. Elles sont entourées par des guillemets français : « et ».
- Les listes à puces sont à éviter, des paragraphes rédigés étant largement préférés. Les tableaux sont à réserver à la présentation de données structurées (résultats, etc.).
- Les appels de note de bas de page (petits chiffres en exposant, introduits par l'outil «  Source ») sont à placer entre la fin de phrase et le point final[comme ça].
- Les liens internes (vers d'autres articles de Wikipédia) sont à choisir avec parcimonie. Créez des liens vers des articles approfondissant le sujet. Les termes génériques sans rapport avec le sujet sont à éviter, ainsi que les répétitions de liens vers un même terme.
- Les liens externes sont à placer uniquement dans une section « Liens externes », à la fin de l'article. Ces liens sont à choisir avec parcimonie suivant les règles définies. Si un lien sert de source à l'article, son insertion dans le texte est à faire par les notes de bas de page.
- La présentation des références doit suivre les conventions bibliographiques. Il est recommandé d'utiliser les modèles {{Ouvrage}}, {{Chapitre}}, {{Article}}, {{Lien web}} et/ou {{Bibliographie}}. Le mode d'édition visuel peut mettre en forme automatiquement les références.
- Insérer une infobox (cadre d'informations à droite) n'est pas obligatoire pour parachever la mise en page.

Pour une aide détaillée, merci de consulter Aide:Wikification.
Si vous pensez que ces points ont été résolus, vous pouvez retirer ce bandeau et améliorer la mise en forme d'un autre article.
 (mars 2025).
Jennifer S. Korn est une fonctionnaire et stratège politique américaine, née à East Los Angeles, en Californie. Depuis le 7 février 2025, elle occupe le poste de directrice adjointe au président des États-Unis et directrice du Bureau de la foi de la Maison Blanche, sous l'administration de Donald Trump. Sa carrière, marquée par plus de 20 ans d'expérience dans les campagnes politiques et la mobilisation communautaire, se concentre sur l'engagement des communautés hispaniques et conservatrices.

## Jeunesse et éducation
Jennifer S. Korn est originaire d'East Los Angeles, mais les détails sur son enfance et son parcours éducatif ne sont pas explicitement documentés dans les sources publiques. Cette absence d'informations soulève des questions sur la transparence de son profil, un aspect souvent scruté pour les figures politiques influentes, où les origines peuvent influencer sur la perception de leur légitimité.

## Carrière
Korn commence sa carrière politique en tant que directrice nationale hispanique et directrice des coalitions du Sud-Ouest lors de la campagne de réélection de George W. Bush en 2004, où elle conçoit une stratégie qui permet au président de remporter 44 % des votes hispaniques. Elle sert ensuite comme directrice des affaires hispaniques et féminines au Bureau des relations publiques de la Maison Blanche sous le second mandat de Bush, puis comme directrice des affaires intergouvernementales au Département de la Justice des États-Unis. Avant de rejoindre l'administration Trump, elle est directrice politique adjointe au Comité national républicain (RNC), où elle supervise l'intégration de l'engagement hispanique dans le plan politique national de 2016, augmentant la participation des coalitions.
Sous la première administration Trump, elle occupe le poste de directrice adjointe du Bureau des liaisons publiques, renforçant les liens avec diverses communautés. Sa nomination récente au Bureau de la foi, aux côtés de Paula White-Cain, reflète une continuité dans son rôle de médiatrice entre l'exécutif et les groupes d'intérêt, bien que certains puissent douter de l'indépendance de ses décisions en raison de son passé partisan. Avant cette nomination, elle est conseillère principale du Conseil national consultatif de la foi, un groupe influent dans les cercles évangéliques.
Korn est également connue pour ses interventions dans des médias comme Fox News et CNN, ainsi que pour ses contributions écrites sur des plateformes telles que Huffington Post et NBC Latino, où elle défend des positions conservatrices.

## Vie privée
Les détails sur la vie privée de Jennifer S. Korn restent limités, ce qui peut être perçu comme une stratégie intentionnelle pour maintenir une image publique contrôlée, un choix courant parmi les stratèges politiques exposés. On sait qu'elle a passé une décennie en Californie avant de s'installer à Washington, D.C., mais les informations sur son statut marital, ses enfants ou ses loisirs ne sont pas disponibles dans les sources actuelles.

## Controverses
La nomination de Korn au Bureau de la foi suscite des interrogations, notamment en raison de son historique de travail avec des organisations politiques partisanes comme le RNC et le Hispanic Leadership Network. Certains critiquent le risque de conflits d'intérêts, estimant que son expérience pourrait orienter les politiques de la foi vers des agendas conservateurs plutôt que vers une représentation équilibrée, bien que cela reste une spéculation faute de preuves concrètes. Son rôle dans la campagne de 2004 et son influence sur le vote hispanique ont également été débattus, certains y voyant une instrumentalisation communautaire plutôt qu'un véritable engagement.